# Corvinushaus

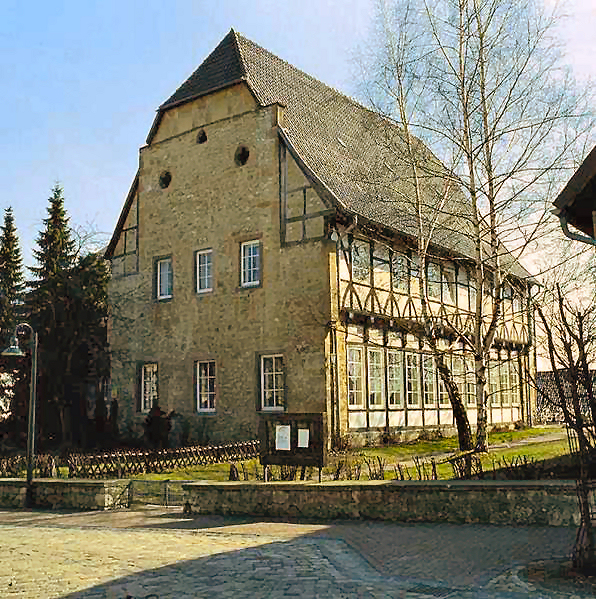
Das Corvinushaus, früher Romhof

Corvinushaus (früher Romhof) ist die Bezeichnung eines überwiegend aus dem 15. Jahrhundert stammenden, ehemaligen Adelshofes der Familie von Haxthausen in der Sternstraße 19 in Warburg, Kreis Höxter. Es ist als Kulturdenkmal ausgewiesen und wird heute als Gemeindehaus der evangelischen Kirchengemeinde Warburg genutzt. 

## Geschichte
Der älteste Teil der Anlage ist ein zweigeschossiges steinernes Saalhaus aus dem frühen 15. Jahrhundert. Seine mächtigen, ursprünglich freistehenden Staffelgiebel sind von drei, früher freistehenden, Steinpfeilern bekrönt. Der straßenseitige Giebel ist von drei Maßwerk-Windlöchern durchbrochen, eine vierte  Öffnung in Giebelmitte ist heute vermauert. Im Bodenraum auf der Innenseite ist noch der Ansatz des früher ein Geschoss niedriger liegenden ehemaligen Satteldaches erkennbar.
1488 verkaufte Dietrich von Haxthausen den Hof an zwei aus Warburg stammende Mainzer Kleriker, den Propst Konrad Thues und den Stiftsherrn Johannes Thues. Diese erweiterten das Steinhaus zunächst durch ein unterkellertes Saalgeschoss-Hinterhaus und erhöhten anschließend das Haupthaus um einen seitlich vorkragenden Speicherstock aus Fachwerk. Dabei wurden die Staffelgiebel überwiegend in die Fassade eingebaut. Zur Verbesserung der Belichtung wurden die steinernen Traufwände durch Fachwerkwände mit großen Fensteröffnungen ersetzt. Das Fachwerk zeigte dabei die typischen Formen der Zeit wie profilierte Brustriegel, gebogene Fußstreben und gekehlte Knaggen. 1491 schenkten die Brüder Thues den Hof der Kalandsbruderschaft; diese im Mittelalter bestehende Fraternität ist wie viele in Ostwestfalen mit Ausnahme der von Neuenheerse zwischenzeitlich erloschen.
1750 verkaufte der Kaland den Hof an den Vikar der Neustadt, Otto von Hidessen, behielt sich aber die Nutzung des Speicherraumes (den „Kalandsboden“) bis 1886 vor. Während des Siebenjährigen Krieges ereignete sich der „Tumult um den Romhof“. Der Go- und Freigraf Petrus Ignatius von Hiddessen, ein Bruder des Vikars, hatte in der Notzeit Mehl angekauft und auf dem Kalandsboden im Romhof gelagert, um es nach auswärts zu verkaufen. Als dieses der hungernden Bevölkerung bekannt wurde, stürmte eine erregte Volksmenge das Haus und erbeutete die Vorräte. 
Die Erben des Vikars verkauften den Hof an den preußischen Staat, der 1804 das königliche Justizamt und 1818 das königliche Zollamt dort einrichtete. 1833 wurde das Gebäude von der Stadtverwaltung zur Unterbringung des städtischen Krankenhauses übernommen und 1850/51 durch einen noch bestehenden Seitenflügel aus Ziegelsteinen erweitert. 
1958 kam das Haus schließlich im Tausch gegen Räume im ehemaligen Dominikanerkloster in Besitz der evangelischen Kirchengemeinde Warburg, die es nach einem durchgreifenden Umbau als ihr Gemeindehaus nutzt und nach dem aus Warburg stammenden Reformator Antonius Corvinus „Corvinushaus“ genannt hat.